# Karl Friedrich von Wolffersdorff

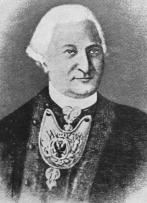
Karl Friedrich von Wolffersdorff

Karl Friedrich von Wolffersdorff (* 6. Juli 1716 in Zelle; † 6. Mai 1781 auf Haus Ostholz bei Hamm) war ein preußischer Generalleutnant, Amtshauptmann von Ziesar sowie Drost von Altena und Iserlohn.

## Leben

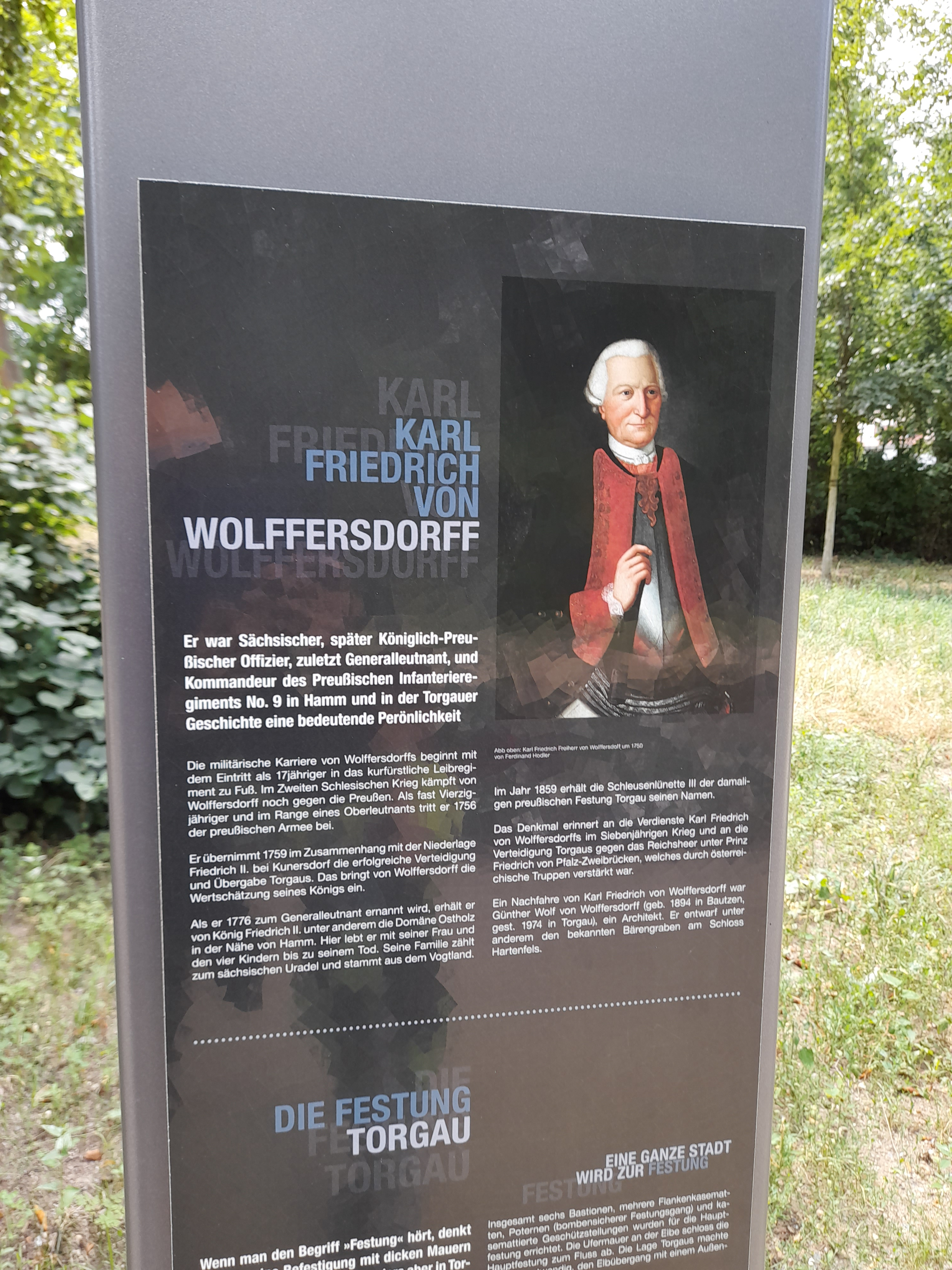
Wolffersdorff-Denkmal (Torgau), Infotafel

### Herkunft
Karl Friedrich war angeblich der Sohn des kursächsischen Oberstleutnants und Domherrn zu Merseburg Karl August von Wolffersdorf († 20. Dezember 1746 in Scherbitz) und dessen Ehefrau Christiane Erdmunthe, geborene von Tümpling aus dem Hause Posewitz (* 9. November 1690; † 1741). Laut Kirchenbucheintrag waren dessen Eltern jedoch der Rittergutsbesitzer von Klösterlein und Zelle, Hans Karl von Wolffersdorf, und Dorothea Sophia Katharina von Trützschler, die seit 1708 verheiratet waren. Caroline Sophie von Römer geb. von Wolffersdorff (1710–1778) war seine ältere Schwester.

### Militärkarriere

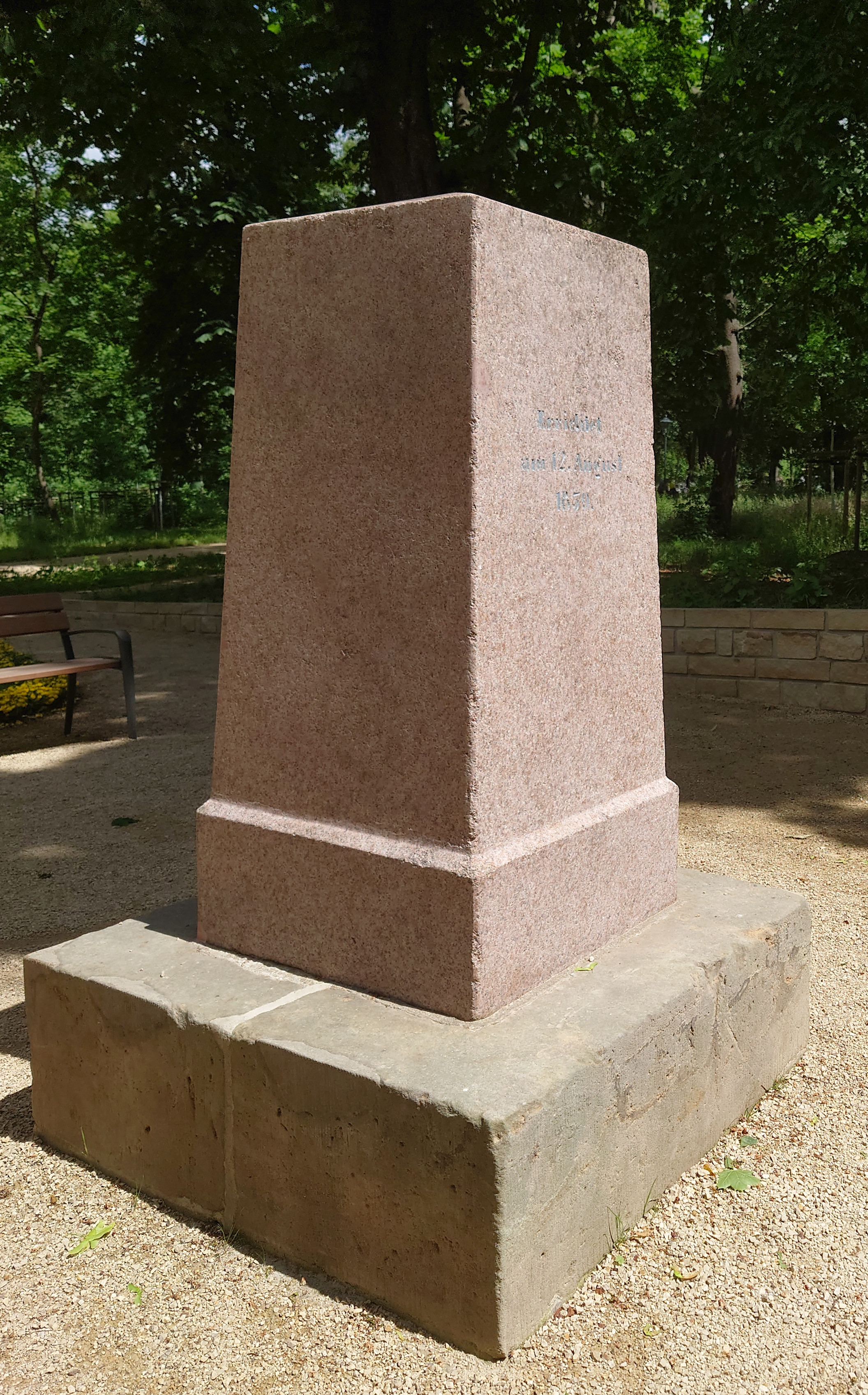
Wolffersdorff-Denkmal im Glacis Torgau

Wolffersdorff stand zunächst seit 1733 in kursächsischen Diensten, stieg bis zum Oberstleutnant auf und nahm am Siebenjährigen Krieg teil. Nach der Kapitulation der Sachsen bei Pirna wurde er am 24. November 1756 als Oberst bei dem bisherigen sächsischen Regiment „von Hauß“ Nr. 6 in die preußische Armee übernommen. Im weiteren Kriegsverlauf zeichnete er sich im August 1759 bei der Verteidigung von Torgau besonders aus und wurde in der Schlacht bei Kunersdorf verwundet.
Nach dem Krieg war Wolffersdorff Garnisonskommandeur des Regiments zu Fuß in Hamm. Am 31. Juli 1763 ernannte ihn König Friedrich II. zum Chef des Infanterieregiments „Jung-Schenckendorff“ und beförderte ihn gleichzeitig zum Generalmajor. 1768 übertrug ihm Friedrich der Große das für heimgefallen erklärte Haus Ostholz bei Hamm. Seine letzte Ruhestätte fand er auf dem Friedhof der evangelischen Pfarrkirche St. Pankratius in Hamm-Mark.

### Familie
Wolffersdorff heiratete Luise Wolf(f)gang. Aus der Ehe gingen folgende Kinder hervor, legitimiert zu Berlin 21. Mai, Diplom 28. Mai 1781:
- Karoline Friederike Luise Auguste (* 3. September 1770 in Hamm), Mitbesitzerin von Ostheim, ⚭ N. N. Graf Bronikowski
- Friederike Christiane Sophie (* 4. November 1771; † 1776 ?) ⚭ Adam Friedrich Ernst Senfft von Pilsach, preußischer Offizier, später Landrat in Hamm
- Karl Friedrich Ludwig (* 25. März 1776 in Hamm; † 10. August 1857), Oberstleutnant a. D., ⚭ Henr. Kar. Soph. L. von Gugomos aus Bayern
- Karl Wilhelm August (* 21. November 1777 in Hamm; † 11. April 1850), Oberstleutnant a. D., ⚭ I Emilie von Raschau, ⚭ II Louise von Retz